# Harlequin historisk
Harlequin historisk är en serie kärleksromaner från Harlequins förlag som utspelar sig i historiska miljöer från medeltiden fram till 1920-talet. Riddare, Vilda Västern och Londons societet under 1800-talet är populära teman. Serien hette Masquerad fram till 1987, men bytte sedan namn till Historisk.
Även som "Historisk" har serien haft en del olika namn. När de tio första volymerna gavs ut hette den Silhouette Historisk, sedan Harlekin Romantik Historisk till och med volym 64 och slutligen bara Harlequin Historisk.
| Volym | Titel                           | Författare         | Utgivningsår |
| ----- | ------------------------------- | ------------------ | ------------ |
| 9     | Deborah och fredspipornas sång  | Belinda Grey       | 1980         |
| 19    | Cassandra och zuluhövdingen     | Christina Laffaty  | 1981         |
| 29    | Stråtrövarens kvinna            | Caroline Martin    | 1982         |
| 30    | Systrarna och hjärtats irrvägar | Margaret Eastvale  | 1982         |
| 55    | En lady med krut                | Jeasmine Cresswell | 1984         |
| 57    | Min fiende -min älskade         | Isobel Stewart     | 1984         |
| 60    | Medan Wien dansar               | Ann Hulme          | 1984         |
| 62    | I främmande hamn                | Deborah Miles      | 1985         |
| 80    | Kvinna i Napoleons armé         | Ann Hulme          | 1986         |
| 83    | Drömmen om Amerika              | Ann Edgeworth      | 1986         |
| 86    | Mellan två män                  | Sheila Bishop      | 1987         |
| 88    | Viljornas kamp                  | Jenet Edmonds      | 1987         |
| 90    | Kina-kärlekens land             | Ann Hulme          | 1987         |

| Volym  | Titel                     | Författare                | Utgivningsår |
| ------ | ------------------------- | ------------------------- | ------------ |
| 1      | Vilda Känslor             | DeLoras Scott             | 1990         |
| 2      | Guldets Magi              | Nora Roberts              | 1990         |
| 3      | Samara                    | Patricia Potter           | 1990         |
| 4      | Västerns Hjälte           | Kristin James             | 1990         |
| 5      | Stolt och Vacker          | Nora Roberts              | 1990         |
| 6      | Rebellens Kvinna          | Heather Graham Pozzessere | 1990         |
| 7      | Silverpiraten             | Caryn Cameron             | 1990         |
| 8      | Vindarnas Dal             | Elizabeth Lane            | 1991         |
| 9      | Het Sommar                | Heather Graham Pozzessere | 1991         |
| 10     | Rosendagg                 | Curtiss Ann Matlock       | 1991         |
| 11     | Sidenfjäril               | Elizabeth Lowell          | 1991         |
| 12     | Eld och Is                | DeLoras Scott             | 1991         |
| 13     | Hjärtat i Texas           | Ruth Langan               | 1991         |
| 14     | En äkta gentleman         | Kristin James             | 1991         |
| 15     | En Otämjd Man             | Dorothy Glenn             | 1991         |
| 16     | Sheriffens Dotter         | Patricia Potter           | 1991         |
| 17     | Ödets Stjärna             | Karen Keast               | 1991         |
| 18     | Kungens Lösen             | Mary Daheim               | 1991         |
| 19     | Änglaglöd                 | Susan Johnson             | 1991         |
| 20     | Silverkällan              | Patricia Gardner Evans    | 1991         |
| 21     | Lyckans pris              | Patricia Potter           | 1991         |
| 22     | Själsfränder              | Lucy Elliot               | 1991         |
| 23     | Änglavakt                 | Lynda Trent               | 1991         |
| 24     | I främlingens armar       | Louisa Rawlings           | 1991         |
| 25     | Jamaicas smaragder        | Marianne Willman          | 1992         |
| 26     | Gyllene magi              | Jo Ann Algermissen        | 1992         |
| 27     | Förbjuden Lek             | Heather Graham Pozzessere | 1992         |
| 28     | En Äkta Amerikan          | Kristin James             | 1992         |
| 29     | Spanska ögon              | Patricia Potter           | 1992         |
| 30     | Vild Ängel                | Bronwyn Williams          | 1992         |
| 31     | Havets gåva               | Kathryn Belmont           | 1992         |
| 32     | Mari                      | Donna Anders              | 1992         |
| 33     | Nattens Fångar            | Patricia Hagan            | 1992         |
| 34     | Månflickan                | Nicole Jordan             | 1992         |
| 35     | Drakens Tecken            | Patricia Potter           | 1992         |
| 36     | Nattens Dans              | Bronwyn Williams          | 1992         |
| 37     | Ljuv Rebell               | Louisa Rawlings           | 1992         |
| 38     | Molndanserskan            | Peggy Bechko              | 1992         |
| 39     | Havets Vindar             | Elisabeth Macdonald       | 1992         |
| 40     | Kvinna av Eld             | Catherine Blair           | 1992         |
| 41     | Frihetens Vingslag        | Elizabeth Lane            | 1992         |
| 42     | Drömmar av Guld           | Ann Pope                  | 1992         |
| 43     | Öga för öga               | Patricia Potter           | 1992         |
| 44     | God som guld              | Shirley Parenteau         | 1992         |
| 45     | En Älskad Fiende          | Lucy Elliot               | 1992         |
| 46     | Kvinna utan Namn          | Ruth Langan               | 1992         |
| 47     | Kaptenens Brud            | Bronwyn Williams          | 1992         |
| 48     | Magiska blå ögon          | Nina Beaumont             | 1992         |
| 49     | Raffertys Kyss            | Marianne Willman          | 1992         |
| 50     | Gyllene Löften            | Laurie Paige              | 1992         |
| 51     | Tala är Silver            | Isabel Whitfield          | 1992         |
| 52     | Blått Blod                | Nicole Jordan             | 1992         |
| 53     | Dit Vinden för            | Maura Seger               | 1993         |
| 54     | Sheriffens fånge          | June Lund Shiplett        | 1993         |
| 55     | Allt att Vinna            | Bay Matthews              | 1993         |
| 56     | Frieriet                  | Marjorie Burrows          | 1993         |
| 57     | Begärligt Byte            | Pamela Litton             | 1993         |
| 58     | Hetare än Eld             | Lindsay McKenna           | 1993         |
| 59     | Hämnd, Ljuva Hämnd        | Kristie Knight            | 1993         |
| 60     | Laglös Kärlek             | Ana Seymour               | 1993         |
| 61     | Den Enda Rätta            | Cheryl Reavis             | 1993         |
| 62     | Sida vid Sida             | Miranda Jarrett           | 1993         |
| 63     | Nätterna är dina          | Elizabeth August          | 1993         |
| 64     | Lorden på Shadowhawk      | Lindsay McKenna           | 1993         |
| 65     | Sinnen i Brand            | Dallas Schulze            | 1993         |
| 66     | Av Kunglig Börd           | Madeline Harper           | 1993         |
| 67     | Andarnas Vilja            | Ruth Langan               | 1993         |
| 68     | Värd att vinna            | Catherine Archer          | 1993         |
| 69     | Avslöjandet               | DeLoras Scott             | 1993         |
| 70     | Den Ljuva Leken           | Barbara Bretton           | 1993         |
| 71     | Sanningen, min Sköna      | June Lund Shiplett        | 1993         |
| 72     | Den Vilda Ladyn           | Miranda Jarrett           | 1993         |
| 73     | Uppvaknandet              | Patricia Hagan            | 1993         |
| 74     | En Ljuv Lögn              | Theresa Michaels          | 1993         |
| 75     | Elenas Dröm               | Elizabeth Lane            | 1993         |
| 76     | Kysst av en Ängel         | Ruth Langan               | 1993         |
| 77     | Vem lurar Vem             | DeLoras Scott             | 1993         |
| 78     | Av Kärlek                 | Suzanne Barclay           | 1993         |
| 79     | Fri som Vinden            | Maura Seger               | 1994         |
| 80     | Hemliga Drömmar           | Julie Tetel               | 1994         |
| 81     | Farliga Fantasier         | Virginia Nielsen          | 1994         |
| 82     | En Rosa Lögn              | Lynda Trent               | 1994         |
| 83     | Utvald                    | Kristie Knight            | 1994         |
| 84     | En Glimt av Himlen        | Laurel Pace               | 1994         |
| 85     | Äventyraren               | Ruth Jean Dale            | 1994         |
| 86     | Nattens Riddare           | Laurie Grant              | 1994         |
| 87     | Förförande Farlig         | Mary McBride              | 1994         |
| 88     | Lucky Lady                | Barbara Faith             | 1994         |
| 89     | I all hemlighet           | Julie Tetel               | 1994         |
| 90     | En äkta man               | Beverlee Ross             | 1994         |
| 91     | På djupt vatten           | Miranda Jarrett           | 1994         |
| 92     | En sagolik hämnd          | DeLoras Scott             | 1994         |
| 93     | Det stulna hjärtat        | Kit Gardner               | 1994         |
| 94     | Förödande Lekar           | Barbara Leigh             | 1994         |
| 95     | Charaden                  | Debbi Bedford             | 1994         |
| 96     | Äventyr i Natten          | Sandra Chastain           | 1994         |
| 97     | Kärlekens Gudinna         | Mary McBride              | 1994         |
| 98     | Texas Hjälte              | Ruth Langan               | 1994         |
| 99     | I stridens hetta          | Lucy Elliot               | 1994         |
| 100    | Ta alla chanser           | Pat Tracy                 | 1994         |
| 101    | En Kvinnas Skatt          | Andrea Parnell            | 1994         |
| 102    | Kär Fiende                | Patricia Potter           | 1994         |
| 103    | För Evigt...              | Maura Seger               | 1995         |
| 169    | Kärlekens dårskap         | Tori Phillips             | 1997         |
| 149804 | Västernkärlek             | DeLoras Scott             | 1998         |
| 140029 | Frestelsens smala väg     | Rae Muir                  | 2000         |
| 140207 | Sju dagar - sju nätter    | Susan Spencer Paul        | 2002         |
| 140214 | Herrskap och tjänstefolk  | Polly Forrester           | 2002         |
| 140319 | Ett hemligt avtal         | Meg Alexander             | 2003         |
| 140410 | Riddarens käraste skatt   | Lyn Stone                 | 2004         |
| 140428 | Brud på villovägar        | Bronwyn Williams          | 2004         |
| 140429 | Major Chancellors uppdrag | Paula Marshall            | 2004         |
| 140528 | Majorens andra kvinna     | Clarie Thornton           | 2005         |
| 140605 | En greve för kitty        | Elizabeth Bailey          | 2006         |
| 140606 | Ett kungarike för dig     | Tori Phillips             | 2006         |
| 140626 | I dina händer             | Clarie Thornton           | 2006         |
| 140626 | Rivalerna                 | Sylvia Andrew             | 2006         |
| 140722 | London Brinner            | Clarie Thornton           | 2007         |
| 140730 | Den ökände viscounten     | Lyn Stone                 | 2007         |